# Kontakt
Kontakt é um filme de drama norte-macedônico de 2005 dirigido e escrito por Sergej Stanojkovski. Foi selecionado como representante da Macedônia do Norte à edição do Oscar 2006, organizada pela Academia de Artes e Ciências Cinematográficas.

## Elenco
- Nikola Kojo
- Labina Mitevska
- Petar Mircevski
- Vesna Petrushevska